# Полицаят се жени
„Полицаят се жени“ (на френски: Le Gendarme se marie) е френско-италианска кинокомедия от 1968 г. на френския кинорежисьор Жан Жиро. Сценарият е на Жан Жиро и Ришар Балдучи. Главната роля на полицай Людовик Крюшо се изпълнява от френския киноартист Луи дьо Фюнес. В ролята на Никол, дъщерята на Крюшо е френската киноактриса Жоньовиев Гра. В ролята на Жозефа Крюшо е френската киноактриса Клод Жансак. В ролята на старши полицай Жербер е френският киноартист Мишел Галабрю. Това е третият филм от поредицата за легендарните полицаи от Сен Тропе.

## Сюжет
Датата 1 юли в Сен Тропе е свързана с началото на курортния сезон. За да подобрят ефективността в своята работа, полицаите от Сен Тропе решават да свалят униформите и да работят с цивилно облекло. Когато е на пост, покрай полицай Крюшо профучава спортен автомобил с непозволена скорост. Крюшо започва да го преследва, но автомобила спира пред полицейското управление. В него се оказва Жозефа, вдовица на известен полицейски офицер.

## В ролите
| Актьор         | Роля                                           |
| -------------- | ---------------------------------------------- |
| Луи дьо Фюнес  | жандарм/старши вахмистър Людовик Моревон Крюшо |
| Клод Жансак    | Жозефа Крюшо                                   |
| Жоньовиев Гра  | Никол Крюшо, дъщеря на Людовик                 |
| Мишел Галабрю  | старшина Жером (Алфонс-Антуан) Жербер          |
| Жан Льофевър   | жандарм Люсиен Фугас                           |
| Кристиан Марен | жандарм Албер Мерло                            |
| Ги Гросо       | жандарм Гастон Трикар                          |
| Мишел Модо     | жандарм Жул Берлико                            |
| Ив Венсан      | Полковникът                                    |
| Марио Давид    | Фредо-Касапинът, бандит                        |
| Доминик Зарди  | кандидат на изпита                             |